# تری گودکایند
تری لی گودکایند (11 ژانویه 1948 – 17 سپتامبر 2020) نویسنده آمریکایی بود. وی به خاطر مجموعه حماسی خیالی شمشیر حقیقت و همچنین رمان قانون نه‌ها (2009)شناخته شده بود که با سریال‌های فانتزی او ارتباط دارد. سریال شمشیر حقیقت 25 میلیون نسخه در سراسر جهان فروخت و به بیش از 20 زبان ترجمه شد. علاوه بر این، این مجموعه در یک مجموعه تلویزیونی به نام افسانه جوینده اقتباس شد، که در 1 نوامبر 2008 به نمایش درآمد و به مدت دو فصل اجرا شد و در مه 2010 پایان یافت.
گودکایند طرفدار رویکرد فلسفی عینیت گرایی آین رند و در آثار خود به ایده‌ها و رمان‌های رند اشاره می‌کرد.

## زندگی‌نامه
گودکایند در سال ۱۹۴۸ در شهر اوماها، نبراسکا به دنیا آمد. از آنجا که نارساخوانی داشت، علاقه چندانی به مدرسه نداشت و بنابراین تحصیلات رسمی بیش از دبیرستان نداشت. بعد از ازدواج، در سال ۱۹۸۳، گودکایند با همسرش جری به خانه ای که در ماین ساخته بود نقل مکان کرد و بعداً محل سکونت خود در ساحل دریاچه لاس وگاس، نوادا را به خانه اصلی خود تبدیل کرد.
نارساخوانی گودکایند در ابتدا او را از هرگونه علاقه به نوشتن منصرف کرد. قبل از شروع کار خود به عنوان نویسنده، گودکیند کابینت و ویولن می‌ساخت و یک هنرمند دریایی و حیات وحش بود، نقاشی‌های خود را در گالری‌ها می‌فروخت. در سال ۱۹۹۳، هنگام ساخت خانه‌شان در جزیره جنگلی کوه کویر، در ساحل ماین، شروع به نوشتن اولین رمان خود، اولین قانون جادوگر کرد و کار نویسندگی او با انتشار آن در سال ۱۹۹۴ آغاز شد.
گودکایند در مسابقات مختلف اتومبیلرانی آماتور و نیمه حرفه ای شرکت کرد و یک اتومبیل مسابقه ای Radical SR8 SM-500 را برای تیم خود هدایت کرد.
گودکایند در ۱۷ سپتامبر سال ۲۰۲۰ درگذشت. علت مرگ منتشر نشده‌است

## حرفه
اولین کتاب گودکایند، اولین قانون جادوگر، در سال ۱۹۹۴ به یک گروه از سه ناشر واگذار شد و با قیمت بی‌سابقه ۲۷۵۰۰۰ دلار فروخته شد. وی متعاقباً ۱۶ رمان دیگر در ادامه آن و یک رمان مستقل منتشر کرد. همه کتاب‌های او، به استثنای سنگ اشک و قانون اول جادوگر، در لیست پرفروش ترین‌های نیویورک تایمز قرار گرفته‌اند. به عنوان مثال سه تا از رمانهای بعدی او، زنجیره آتش، در ژانویه ۲۰۰۵ در رده سوم. شبح در رده اول، در اوت ۲۰۰۶؛ و اعتراف در رده دوم، در نوامبر، ۲۰۰۷ قرار گرفتند.
۱۲ کتاب گودکایند در مجموعه شمشیر حقیقت ۲۵ میلیون نسخه فروش داشته و به بیش از ۲۰ زبان ترجمه شده‌است.
برخی از نظرات سیاسی گودکایند بحث و جدال ایجاد کرده‌است، به ویژه بخش تقدیم در رمان ستون‌های آفرینش (2001):
دون آماسا، گودکایند را به عنوان بخشی از «انبوه نویسندگان کاملاً جدید [بدون] تجربه قبلی داستان نویسی، که می‌توانست یکی پس از دیگری ماجراجویی بزرگ حماسی را رقم بزند» توصیف کرد. رابرت ایگلستون کتاب‌های او را به دلیل بدبینی کلان محموعه، «خواندن دلگیرانه» توصیف کرد، زیرا شخصیت‌های قهرمان فقط در مقایسه با اشرار کاملاً آدم‌کش دوست داشتنی هستند.

## ژانر و تأثیرات
گودکایند به دلیل تمرکز بر مضامین فلسفی و انسانی، رمان‌های خود را چیزی فراتر از خیال سنتی می‌دانست. گودکایند معتقد بود که استفاده از ژانر فانتزی به او امکان می‌دهد داستان‌های خود را بهتر بیان کند و مضامین و احساسات انسانی را که می‌خواهد با خوانندگان به اشتراک بگذارد بهتر منتقل کند.
گودکایند تحت تأثیر کارهای آین رند و فلسفه عینیت گرایی قرار گرفت. ویلام پری در نوشته اش دربارهٔ این مجموعه در خبرنامه انجمن اطلس اظهار می‌دارد که «شخصیت‌ها، طرح‌ها و مضامین و سایر مظالب گودکایند، به وضوح و مستقیماً تحت تأثیر کار رند قرار دارند و قهرمانان کتاب گاهیً از اصول عینی گرایی استناد می‌کنند». پری خاطرنشان کرد که مضامین عینی گرایی در «ایمان افتادگان» آشکارتر می‌شود، و همین امر رمان را در میان طرفداران گودکیند جنجالی کرد. علاوه بر این، این رمان شامل صحنه‌های مختلفی است که پیرامون کتاب‌های رند سرچشمه (۱۹۴۳) و اطلس شانه بالا انداخت (۱۹۵۷) را تکرار می‌کند.

## آثار منتشر شده
مجموعه شمشیر حقیقت
۱ - اولین قانون جادوگر (۱۹۹۴)
۲ - سنگ اشک (۱۹۹۵)
۳ - مسلک پارسایان(۱۹۹۶)
۴ - معبد بادها (۱۹۹۷)
۴٫۵ - بدهی استخوان (۱۹۹۸) (پیش‌درآمد مجموعه)
۵ - روح آتش (۱۹۹۹)
۶ - ایمان افتادگان (۲۰۰۰)
۷ - ستون‌های آفرینش (۲۰۰۲)
۸ - امپراتوری برهنه (۲۰۰۳)
۹ - زنجیره آنش (۲۰۰۵)
۱۰ - شبح (۲۰۰۶)
۱۱ - اعتراف کننده (۲۰۰۷)
۱۲ - ماشین Omen (2011)
۱۳ - اولین اعتراف کننده: افسانه مگدا سیروس (۲۰۱۲) (رمان قبل از شروع داستان)
۱۴ - پادشاهی سوم (۲۰۱۳)
۱۵ - روحهای سخت (۲۰۱۴)
۱۶ - خونسرد (۲۰۱۵)

خاطرات نیسی (جهان شمشیر حقیقت)
1. Death's Mistress: Sister of Darkness (2017)
2. Shroud of Eternity: Sister of Darkness (2018)
3. Siege of Stone: Sister of Darkness (2018)
4. Heart of Black Ice: Sister of Darkness (2020)

فرزندان دهارا (جهان شمشیر حقیقت)
- The Scribbly Man (2019)
- Hateful Things (2019)
- Wasteland (2019)
- Witch's Oath (2020)
- Into Darkness (2020)

آنجلا کنستانتین / جک رینز
- Nest (2016)
- Trouble's Child (2018)
- دختر در ماه (۲۰۱۸)
- Crazy Wanda (2018)

رمانهای مستقل
رمانهای مستقل
- قانون نه‌ها (۲۰۰۹)
- مردمان آسمان (۲۰۱۹)

گودکایند برای مجموعه افسانه‌ها (۱۹۹۸) یک داستان با عنوان بدهی استخوان‌ها نوشت که توسط رابرت سیلوربرگ ویرایش شد. این داستان در جهان شمشیر حقیقت، چند دهه قبل از وقایع سریال اصلی، جریان دارد. در سال ۲۰۰۱، داستان به صورت یک کتاب مستقل منتشر شد.
آخرین کتاب در آخرین قوس داستانی، با عنوان اعتراف کننده، در ۱۳ نوامبر ۲۰۰۷ منتشر شد.
در ژوئن ۲۰۰۸، گودکایند قراردادی برای انتشار سه رمان اصلی با پسران جی دی پوتنام/ کتابهای پنگوئن امضا کرد. اولین رمان از این رمان‌ها با عنوان قانون نه‌ها در ۱۸ اوت ۲۰۰۹ منتشر شد.
در آوریل ۲۰۱۰، گودکایند قراردادی برای انتشار سه رمان دیگر با تور بوکز امضا کرد، که در رمان اول جهان و شخصیت‌های سری شمشیر حقیقت دوباره مرور شد. توربوکز اولین رمان جدید با نام ماشین طالع را در ۱۶ اوت ۲۰۱۱ منتشر کرد. گودکایند رمان دوم جدیدش را به شکل خود منتشر و با عنوان اولین اعتراف: افسانه ماگدا سیاروس ، در تاریخ ۲ ژوئیه ۲۰۱۲ ارائه کرد؛ این کتاب تا صبح روز بعد در رتبه ۲۸ در لیست پرفروش‌ترین کتاب کیندلقرار گرفت. توربوکز دنباله ماشین طالع و پادشاهی سوم را در ۲۰ اوت ۲۰۱۳ و سومین رمان را با عنوان روحهای سخت که در پایان پادشاهی سوم ادامه دارد، در ۵ اوت ۲۰۱۴ منتشر کرد.
در ژانویه ۲۰۱۷، جدیدترین رمان گودکایند در سری شمشیر حقیقت با عنوان «معشوقه مرگ» منتشر شد.
در ژانویه سال ۲۰۱۹، ادامه کار گودکایند از سری شمشیر حقیقت با عنوان «مرد کثیف» اعلام شد.

### در رسانه‌های دیگر
در ۲۴ ژوئیه ۲۰۰۶، در ابتدا اعلام شد که مجموعه کتابهای شمشیر حقیقت به عنوان مینی سریال تلویزیونی به تهیه کنندگی سام رائمی و جوشوا دونن تولید می‌شود. این مجموعه در نهایت به عنوان افسانه جستجوگر لقب گرفت، تا بتواند آن را از رمان‌ها متمایز کند و به یک قالب اپیزودیک از داستان‌های خودگردان اجازه دهد که فراتر از کتاب اول باشد. رائمی، رابرت تاپرت، کن بیلر و ند ناله به عنوان تهیه‌کنندگان اجرایی این سریال که توسط استودیوی ABC توزیع شده بود، خدمت کردند. اولین قسمت در ۱ نوامبر ۲۰۰۸ در اتحادیه پخش شد و این نمایش به مدت دو فصل تا زمان لغو در مه ۲۰۱۰ ادامه داشت.

### روحهای سخت
یک فیلم نمایشی از این پروژه در ویمیو منتشر شد، که آن را به عنوان یک نسخه خطی ارائه می‌داد. در تاریخ ۱۰ اوت ۲۰۱۴، روحهای سخت عرضه عمومی شد و اکنون در کتابخانه‌ها و کتابفروشی‌های محلی موجود است.